# 维尔茨堡宫

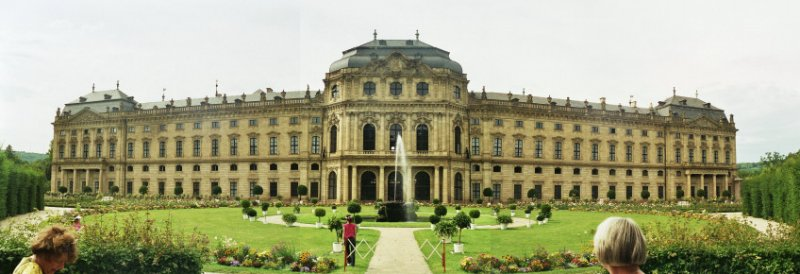
维尔茨堡宫

维尔茨堡宫（德語：Würzburger Residenz）是一座巴洛克建築，座落在德國维尔茨堡市中心。
维尔茨堡宫為侯爵主教住處，這個宮殿呈現了南德巴洛克風情，也是歐洲後期巴洛克具代表性的宮殿建築。它與維也納美泉宫、凡爾賽宮具有相同的藝術價值，並於1981年被聯合國教科文組織列為世界文化遺產。

## 歷史

### 建築
直到18世紀初，維爾茨堡親王主教一直居住在美因河以西一座小山上的馬林貝格要塞。約翰·菲利普·弗朗茨·馮·舍恩博恩（德語：Johann Philipp Franz von Schönborn，1719-24 年）將宮廷遷至一座建於1701-4年的宮殿，即官邸的前身。然而在他看來，這座相當小的宮殿並不符合他作為絕對君主的地位——他正在尋找與凡爾賽宮或美泉宮相媲美的東西。贏得了600,000弗羅林的總和在他即位當年的一個法庭案件中，他用這些資金進行了一個建築項目，向所有人宣告他的政治地位。
在這方面，他得到了兩位親戚的熱切支持，他的叔叔、美因茨大主教兼選帝侯洛塔爾·弗朗茨·馮·舍恩博恩（德語：Lothar Franz von Schönborn）和他的兄弟弗里德里希·卡爾·馮·舍恩博恩，從1704年到1734年擔任維也納帝國副總理。兩人都提供了想法，最重要的是，還提供了來自各自圈子的藝術家。弗里德里希·卡爾（德語：Friedrich Carl）在建造美景宮期間在維也納遇見了希爾德布蘭特（德語：Hildebrandt）。奠基石於1720年5月22日奠基。施工從北區開始。
然而約翰·菲利普·弗朗茨的繼任者克里斯托夫·弗朗茨·馮·胡滕王子主教（德語：Christoph Franz von Hutten）對建造如此巨大的宮殿並沒有太大興趣。他只希望北部街區能夠完工。這座建築於他去世的那一年完成。所有其他工作都停止了。
然而在1730年，在弗里德里希·卡爾·馮·舍恩伯恩（德語：Friedrich Carl von Schönborn）親王主教（德語：1729-46 年）的領導下，南區的工程再次開始。1732-33年，榮譽庭院的正面竣工。從1735年起，盧卡斯·馮·希爾德布蘭特（德語：Lucas von Hildebrandt）參與了中央建築的建設工作。1737年，主樓梯被建造。花園正面於1740年完工，整個外殼於1744年12月完工。諾伊曼主要負責官邸的城鎮正面，而希爾德布蘭特的工作主要負責花園一側。
皇帝大廳和白廳的拱形天花板於1742年竣工；1743年，樓梯上方的拱頂落成。同時，宮廷禮拜堂的裝飾也完成了，並於1743年舉行了落成典禮。從1740年到1745年，南部的皇家公寓（德語：Kaiserzimmer）和鏡櫃（德語：Spiegelkabinett）進行了裝飾由裝飾雕刻師費迪南德·亨特（德語：Ferdinand Hundt）、約翰·沃爾夫岡·範·德·奧維拉（德語：Johann Wolfgang van der Auvera）、安東尼奧·朱塞佩·博西（德語：Antonio Giuseppe Bossi）和約翰·魯道夫·比斯（德語：Johann Rudolf Byss）設計。博西還在1744-45年間創作了白宮的灰泥作品。
在安塞姆·弗朗茨·馮·英格海姆王子主教（德語：Anselm Franz von Ingelheim，1746-49 年）的統治下，官邸的所有建築工程再次停止。在他去世後，卡爾·菲利普·馮·格萊芬克勞·祖·沃爾拉特斯（德語：Karl Philipp von Greifenclau zu Vollraths，1749-54 年）成為親王主教後，他下令恢復建設。同年，安東尼奧·博西完成了花園廳的灰泥工作，並於次年完成了繪畫。1750年，在畫家朱塞佩·維斯康蒂（德語：Giuseppe Visconti）失敗後，威尼斯商人洛倫茨·雅各布·梅林（德語：Lorenz Jakob Mehling）將喬瓦尼·巴蒂斯塔·提埃坡羅（德語：Giovanni Battista Tiepolo）派往主教官邸。1750年代初，喬瓦尼·巴蒂斯塔·提埃波羅（德語：Giovanni Battista Tiepolo）在兒子們的協助下，用壁畫裝飾了皇家大廳和樓梯上方的天花板。1753年，巴爾塔薩·諾伊曼去世。
總建築成本超過150萬荷蘭盾，而當時臨時工每週的工資只有1荷蘭盾。

### 19世紀和20世紀初
維爾茨堡主教公國於1802/03年因世俗化而被廢除。隨後托斯卡納大公費迪南德經歷了八年的空位期，在此期間，他在南區擁有幾間房間，即所謂的托斯卡納房間（德語：Toskanaräume），以帝國風格裝飾。拿破崙·波拿巴皇帝在1806年至1813年間三度停留維爾茨堡時就睡在官邸。1806年10月2日，他在這裡簽署了對普魯士的宣戰書。臥室內安裝了新古典主義雙人床和床頭櫃1812年，他和他的妻子瑪麗·路易絲（德語：Marie Louise）在北皇家公寓的房間里居住。
1814年，維爾茨堡成為巴伐利亞王國的一部分。榮譽庭院上的鍛鐵大門實際上將內部區域與大型官邸廣場隔開，但於1821年被拆除。如今，由小費迪南德·馮·米勒（德語：Ferdinand von Miller）創建的噴泉（德語：Frankoniabrunnen）取代了它們。這座建築於1894年揭幕，作為維爾茨堡市和整個弗蘭肯地區向攝政王路易波德（德語：Luitpold）的致敬，攝政王路易特波爾德於1821年出生於維爾茨堡官邸。
1845年8月，維多利亞女王和阿爾伯特親王在前往科堡羅西瑙宮的途中曾在此下榻。1921年，官邸向公眾開放。

### 二戰中的破壞
1945年3月16日的毀滅性空襲中，這座官邸幾乎完全被燒毀，只有中央建築（德語：包括前廳、花園大廳、樓梯、白色大廳和皇家大廳）在這場大火中倖存下來，屋頂被毀。大火從閣樓開始燒穿木質天花板和地板，所有沒有存放在其他地方的家具和牆板都被火焰吞噬了。
古代房間的大部分家具和大部分牆板都被及時拆除，因此沒有遭到破壞。諾依曼的石拱頂經受住了燃燒閣樓的倒塌。然而，由於屋頂已經消失，在接下來的一段時間內，由於潮濕而造成了進一步的損壞。例如，在宮廷禮拜堂中，儘管拱頂完好無損，但比斯創作的大部分天花板壁畫都因火災的後果而消失，不得不費力地重建。

### 重建
1945年至1987年間，該建築及其內部經過重建，才達到現在的狀態。重建費用約為2000萬歐元。

## 圖集

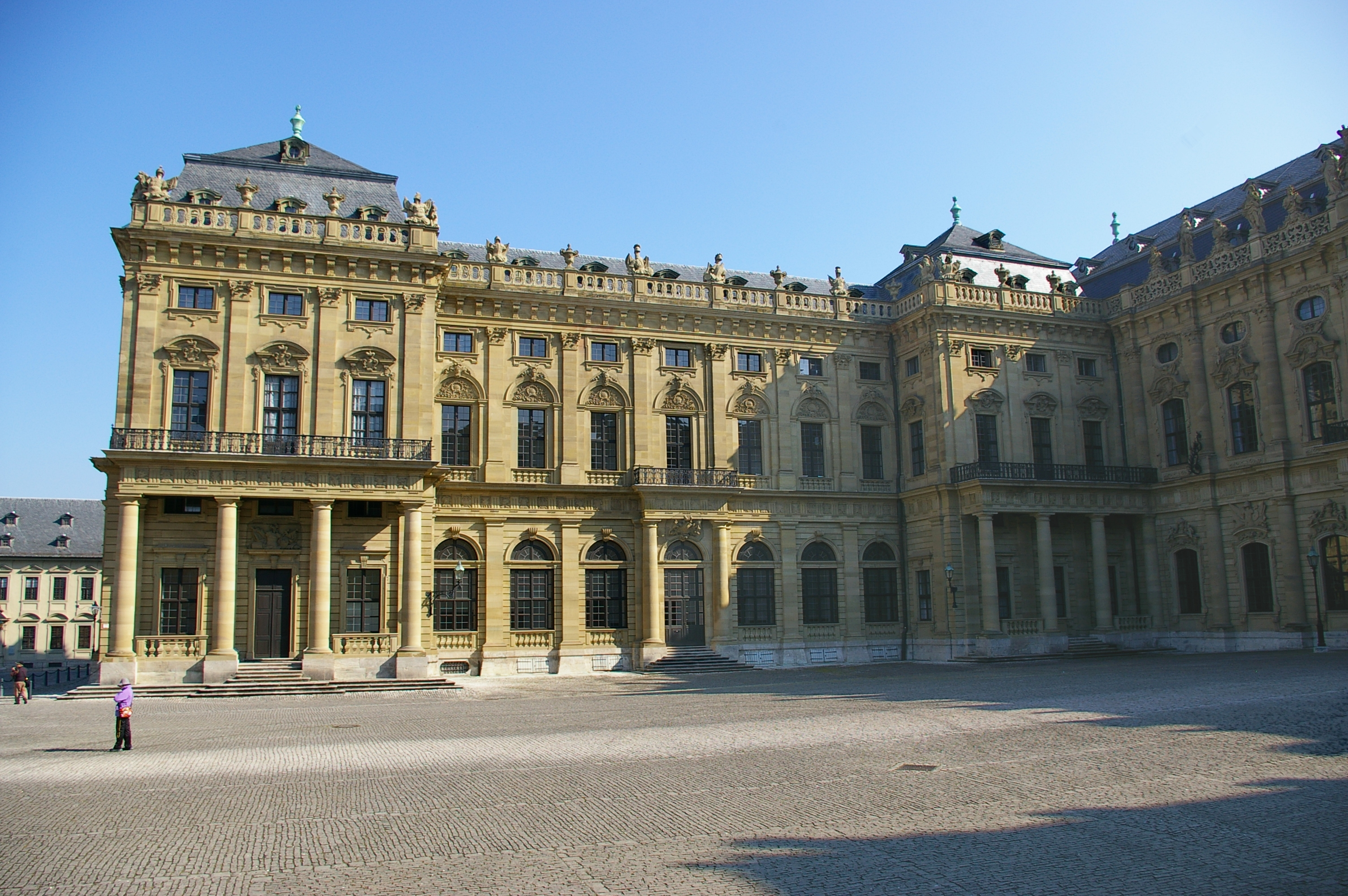
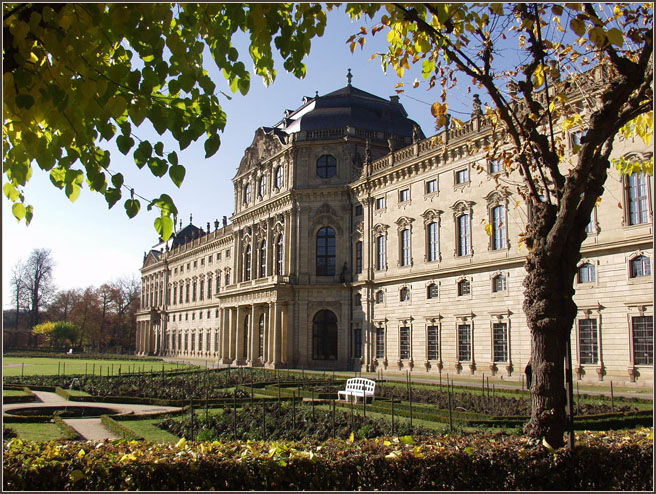
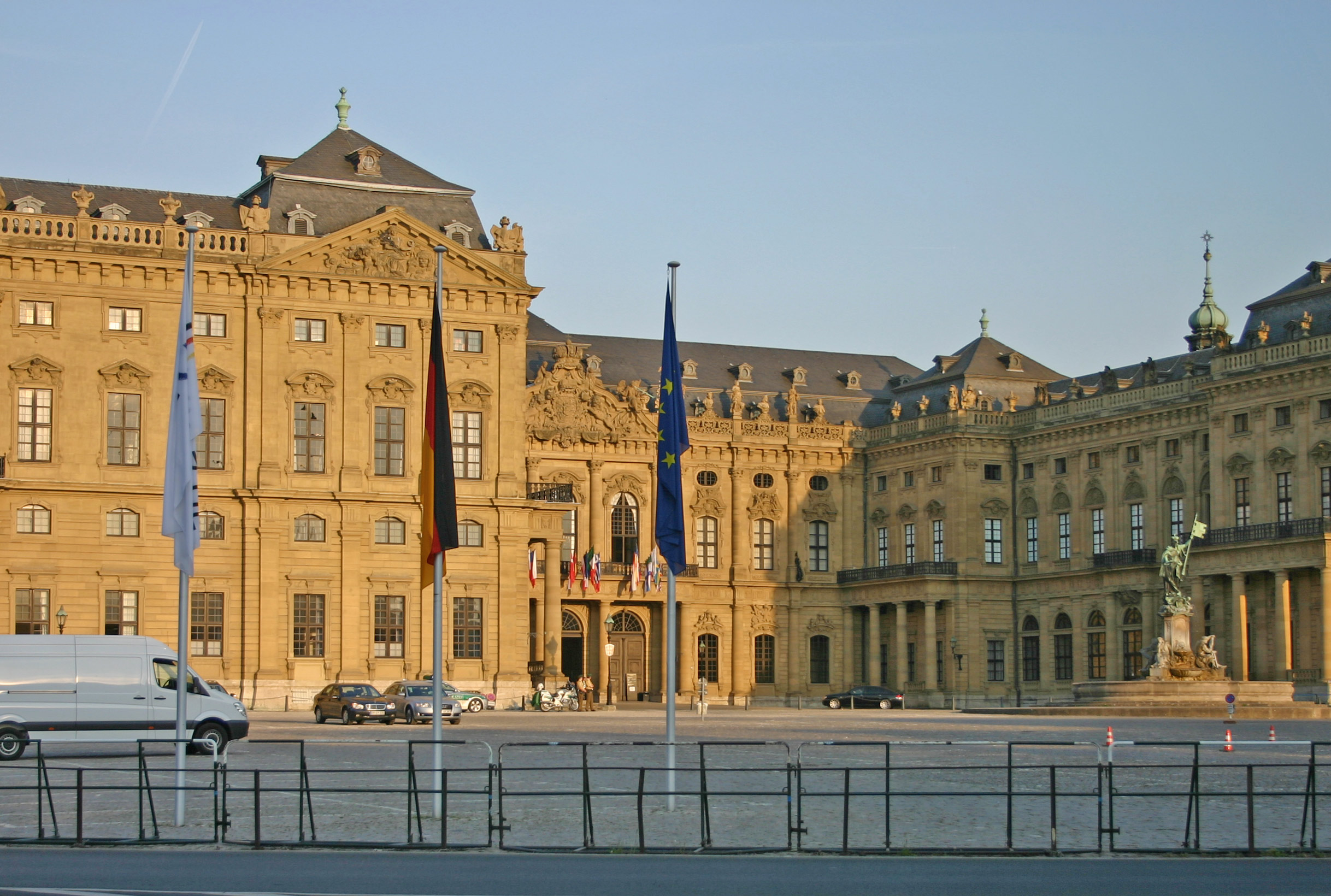
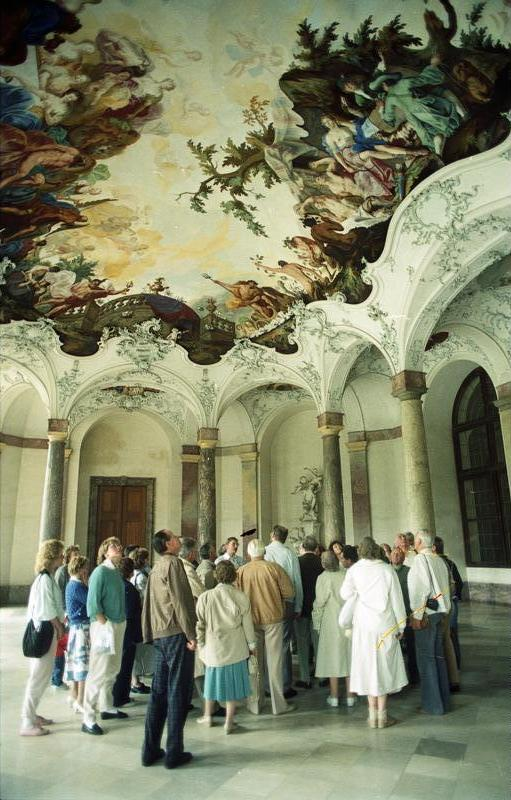
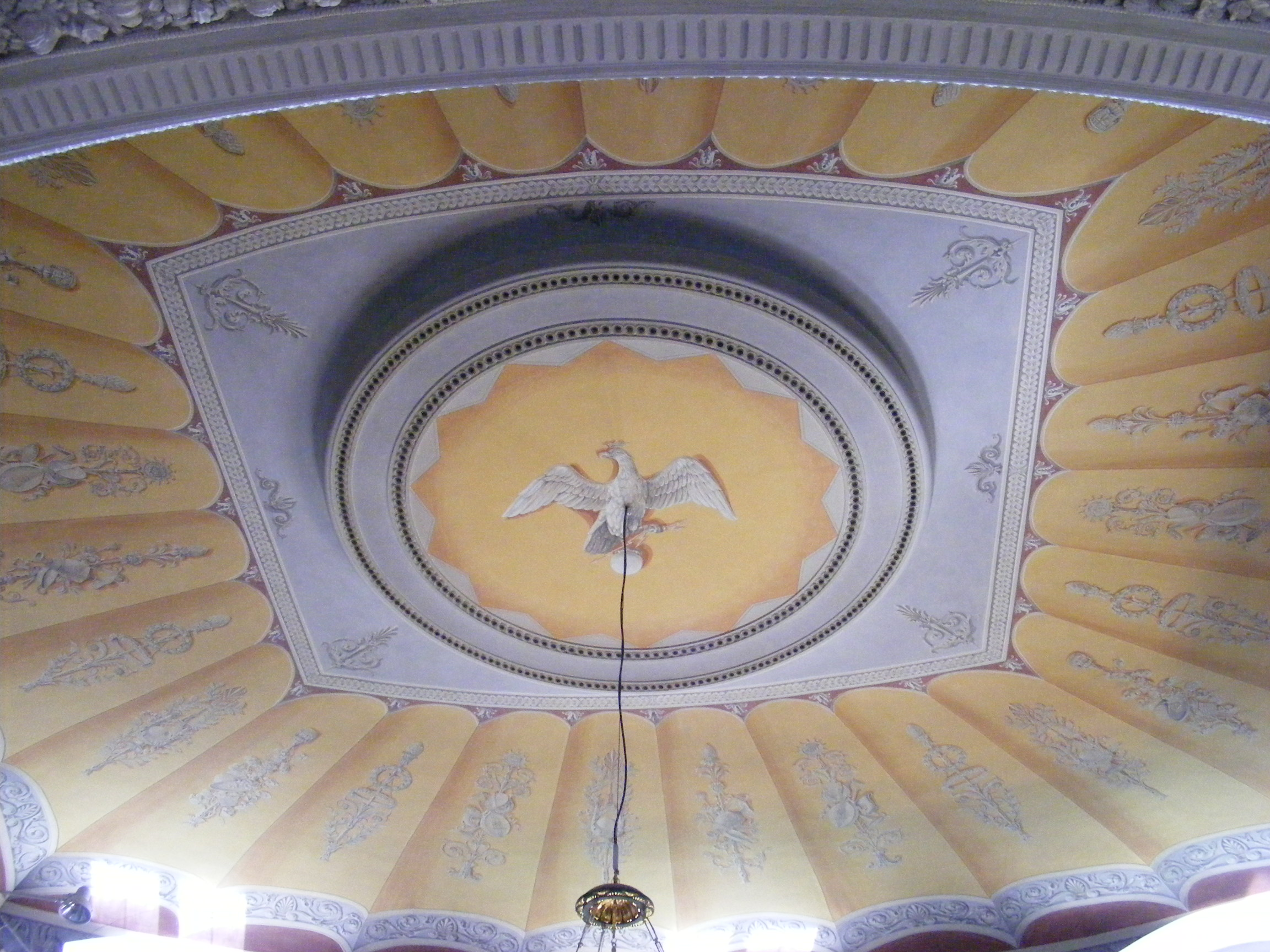
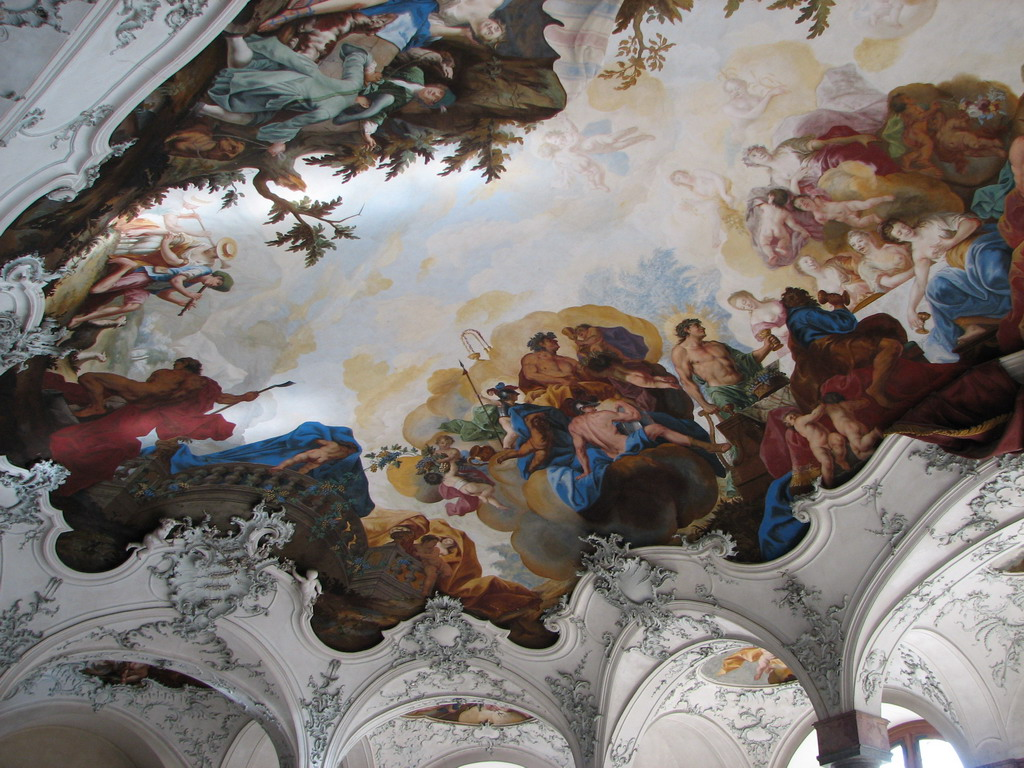
维尔茨堡宫天頂畫
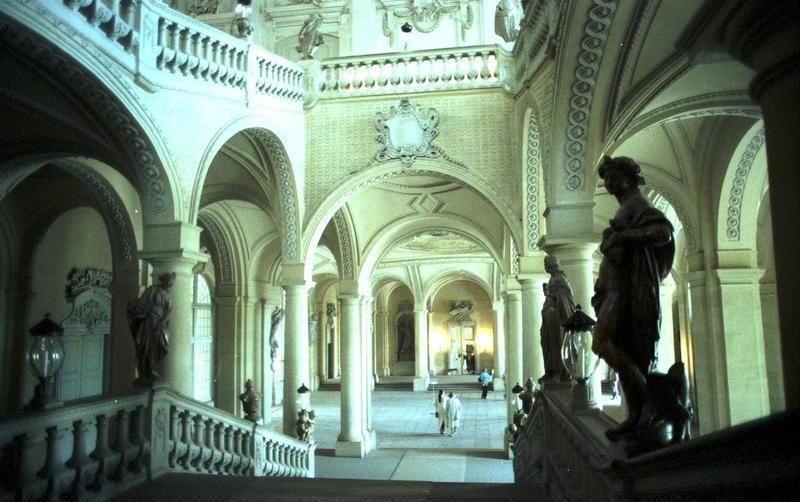
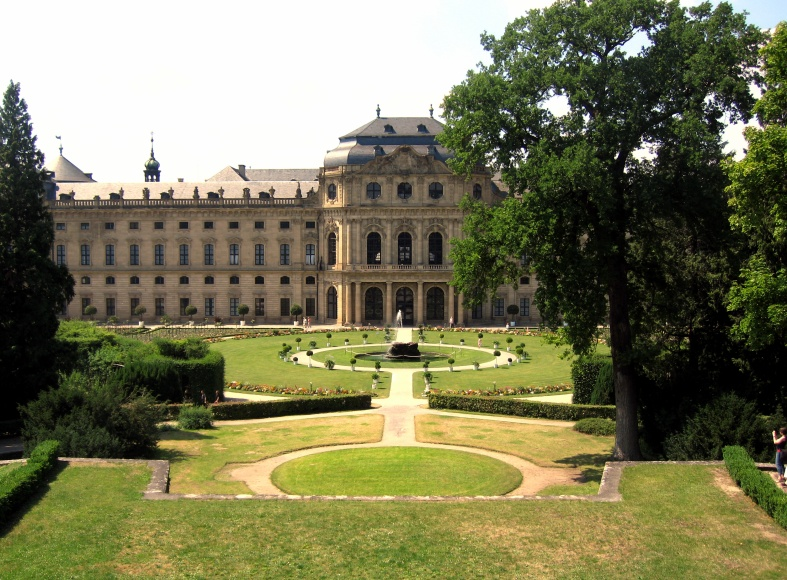
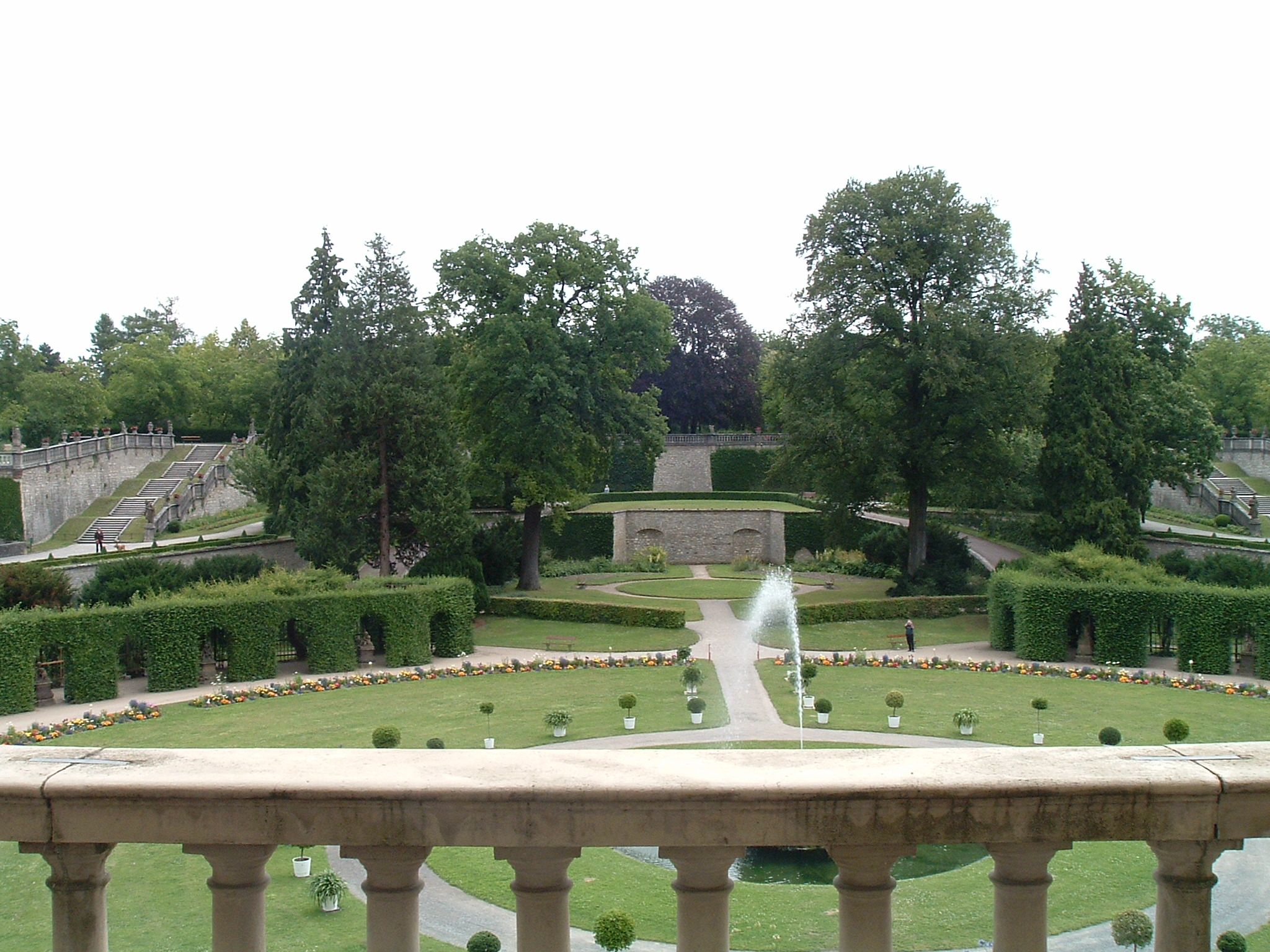
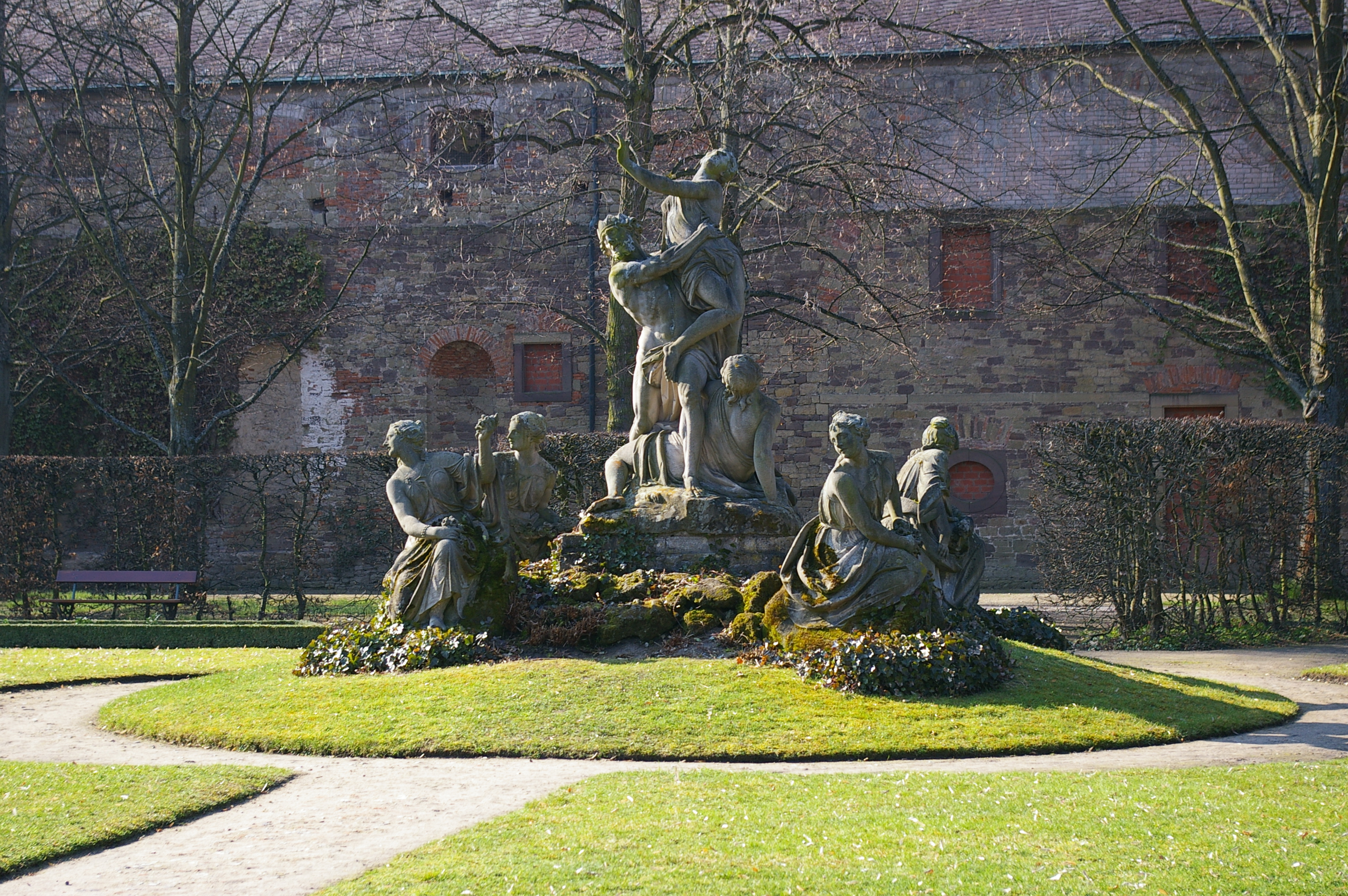
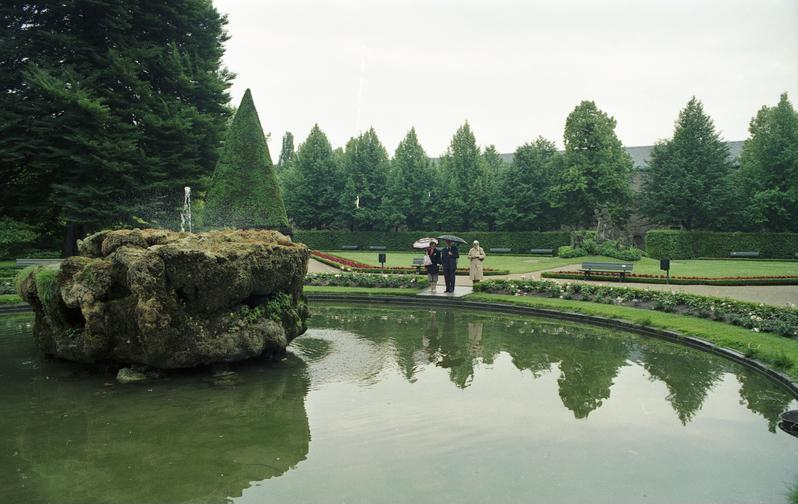
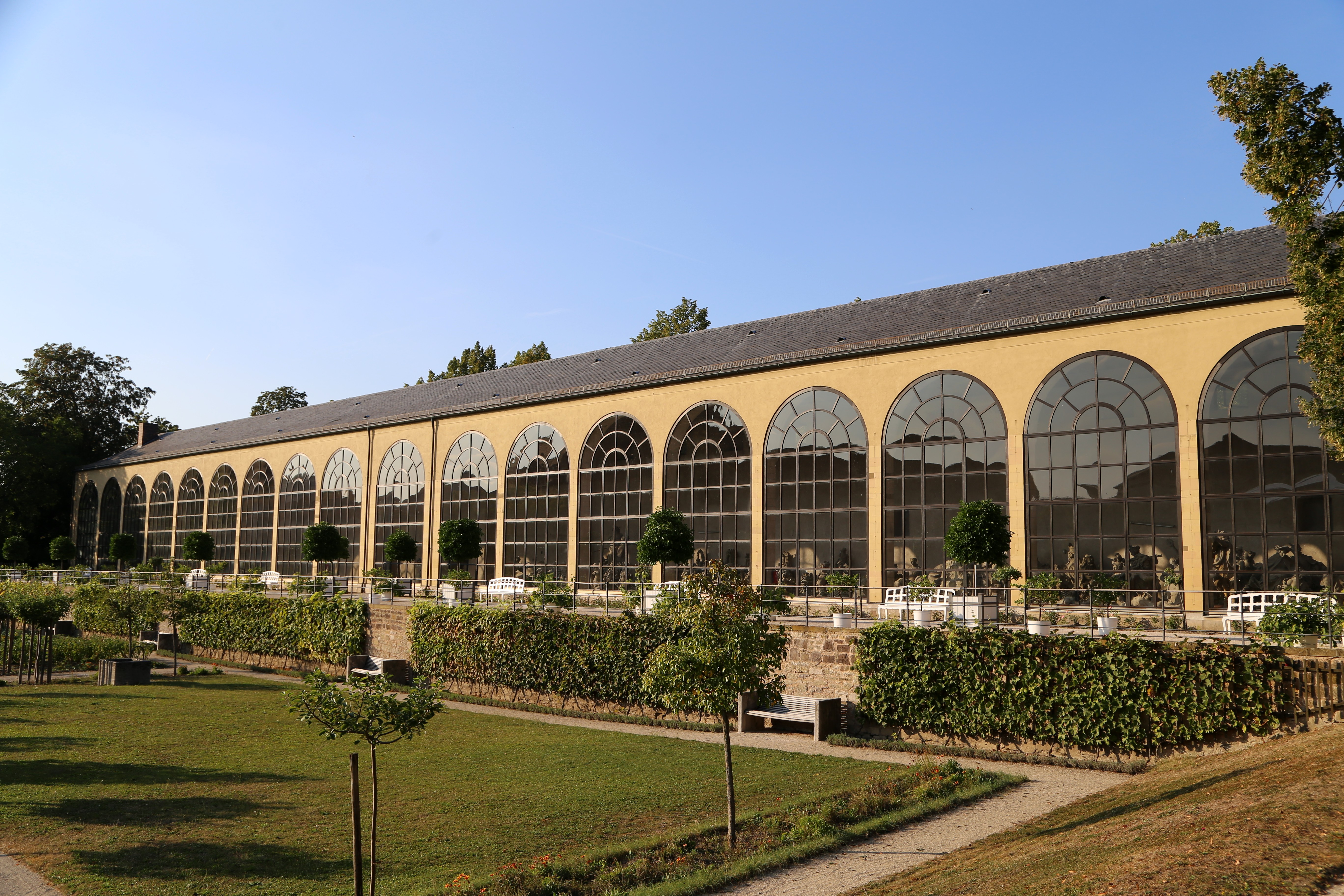